# Bleiche Weide
Die Bleiche Weide (Salix starkeana) ist ein kleiner, niederliegender Strauch aus der Gattung der Weiden (Salix) mit rotbraunen bis purpurroten, kahlen Zweigen und olivgrünen Blattoberseiten. Das natürliche Verbreitungsgebiet der Art liegt in Europa und im Norden Asiens. 

## Beschreibung
Die Bleiche Weide ist ein bis zu 1 Meter hoher, niederliegender bis bogig aufsteigender Strauch mit dünnen, rotbraunen bis purpurroten, kahlen Zweigen. Junge Triebe sind anfangs flaumig behaart und verkahlen später. Die Laubblätter haben breit elliptische bis halbnierenförmige Nebenblätter. Der Blattstiel ist etwa 5 Millimeter lang. Die Blattspreite ist 5 bis 7 Zentimeter lang, 1,5 bis 2 Zentimeter breit, breit lanzettlich bis eirund oder verkehrt eiförmig, plötzlich zugespitzt, mit verschmälerter Basis und drüsig gesägtem Blattrand. Die Blattoberseite ist anfangs leicht behaart, später verkahlend, schwach glänzend, olivgrün und netznervig. Die Unterseite ist kahl und tief- bis blaugrün. Es werden sechs bis acht Nervenpaare gebildet.
Als Blütenstände werden 1 bis 3 Zentimeter lange, elliptische Kätzchen auf einem mit Blättern besetzten, 1 Zentimeter langen Stiel gebildet. Die Tragblätter sind gelblich oder bräunlich, kahl und nur am Rand lang bärtig. Je Blüte wird eine Nektardrüse gebildet. Männliche Blüten haben zwei fast kahle Staubblätter. Der Fruchtknoten weiblicher Blüten ist lang gestielt und dicht behaart. Der Griffel ist deutlich ausgebildet, die Narbe ist gabelig geteilt. Die Bleiche Weide blüht von März bis April gleichzeitig mit dem Blattaustrieb.
Die Chromosomenzahl beträgt 2n = 38 oder 44.

## Vorkommen und Standortansprüche
Das natürliche Verbreitungsgebiet reicht von Nordeuropa (Finnland, Norwegen, Schweden) über Mitteleuropa (Deutschland, Polen, Tschechien, Slowakei) bis nach Rumänien und in den fernen Osten Russlands (Sibirien, Region Primorje). In Deutschland gibt es Bestände in Bayern und Baden-Württemberg, wobei die Populationen in Bayern als vom Aussterben bedroht und in Baden-Württemberg als stark gefährdet geführt werden. Die Bleiche Weide wächst in Mooren und Sumpfgebieten auf moorigen und nasstorfigen Böden an sonnigen bis lichtschattigen Standorten. Das Verbreitungsgebiet wird der Winterhärtezone 5a zugeordnet mit mittleren jährlichen Minimaltemperaturen von −28,8 bis −26,0 °C (−20 bis −15 °F).
Die Bleiche Weide gedeiht in Mitteleuropa in winterkalten, spätfrostreichen Gebieten. Sie ist hier eine Charakterart des Polygono-viviparo-Genistetum sagittalis aus dem Verband Violion caninae, kommt aber auch in Gesellschaften des Verbands Molinion oder im Betulo-Salicetum repentis vor.

## Systematik
Die Bleiche Weide (Salix starkeana) ist eine Art aus der Gattung der Weiden (Salix) in der Familie der Weidengewächse (Salicaceae). Sie wurde 1806 von Carl Ludwig Willdenow erstmals wissenschaftlich beschrieben. Der Gattungsname Salix stammt aus dem Lateinischen und wurde schon von den Römern für verschiedene Weidenarten verwendet. Ein Synonym der Art ist Salix livida Wahlenb.

## Verwendung
Die Bleiche Weide wird sehr selten verwendet.

## Nachweise